# ワルキューレ

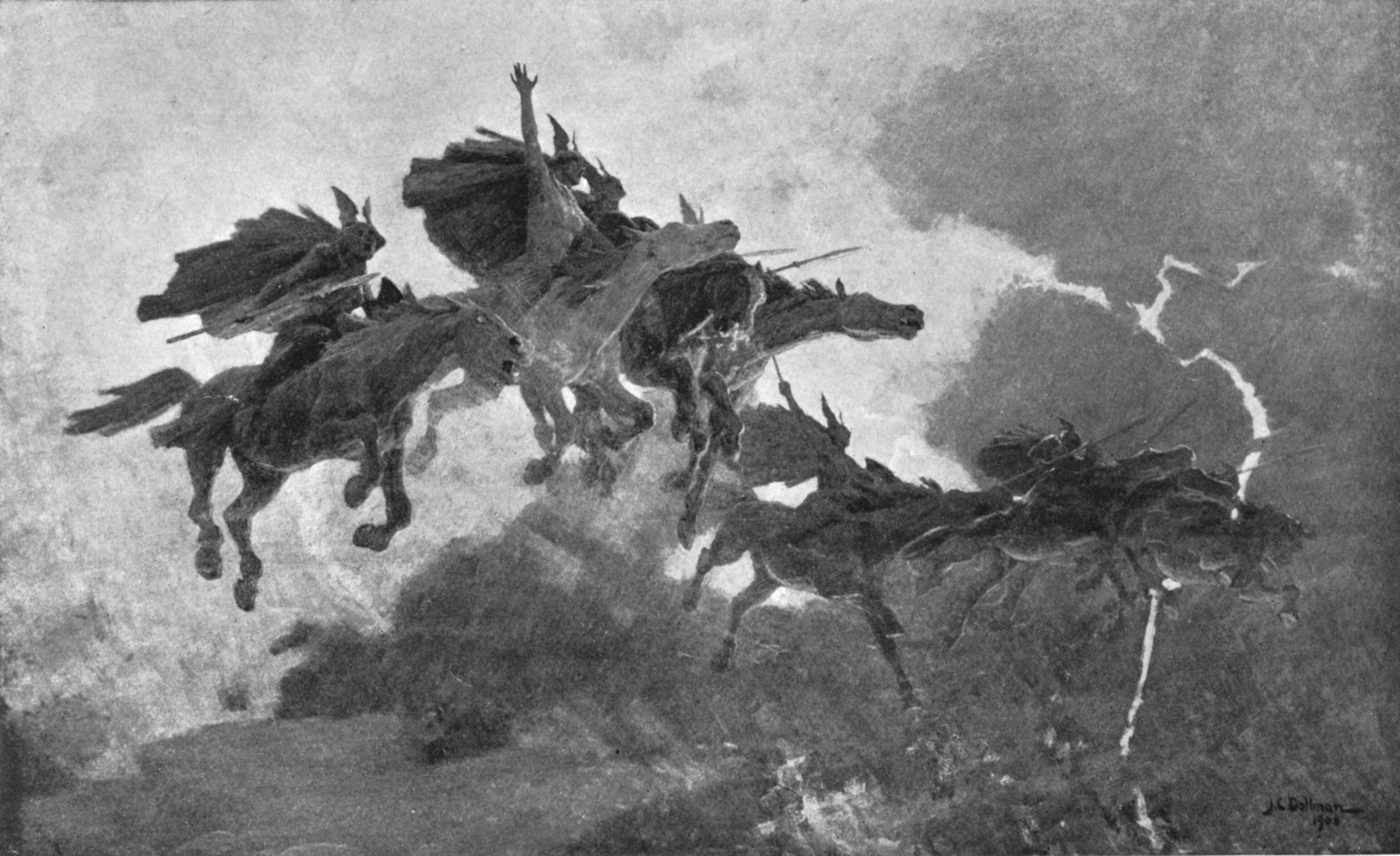
『ワルキューレの騎行』（ジョン・チャールズ・ドールマン、1909年）

ワルキューレ（ドイツ語: Walküre）またはヴァルキュリャ（古ノルド語: valkyrja、「戦死者を選ぶもの」の意）は、北欧神話において、戦場で生きる者と死ぬ者を定める女性、およびその軍団のことである。戦場で死んだ者の半分をオージンの治める死者の館ヴァルホルに連れて行く役割を担う。ヴァルホルでは、死んだ戦士たちは終末戦争ラグナロクに備える兵士エインヘリャルとなるが、ヴァルキュリャは彼らに蜜酒を与える給仕ともなる。また、ヴァルキュリャは英雄をはじめとする人間たちの恋人としても登場し、そのような場合は王族の娘として描かれることもある。ワタリガラスを伴って描かれたり、また白鳥や馬と結び付けられることもある。
ヴァルキュリャは、13世紀に書かれた『スノッリのエッダ（散文のエッダ）』『古エッダ（詩のエッダ）』『ヘイムスクリングラ』『ニャールのサガ』などに記述が見られる。スカルド詩や14世紀の呪文、ルーン碑文などにも登場する。また考古学的には、ヴァルキュリャを描いたと考えられている魔除けなどが出土している。
北欧神話に登場するノルンやディースといった存在は、いずれもヴァルキュリャと同様に運命を司る超自然的存在であり、その関係性についても解釈がなされている。

## 語源と別称
古ノルド語のvalkyrjaは、valr（戦場の死体）とkjósa（選ぶ）の2語から構成され、合わせて「戦死者を選ぶもの」を意味する。古英語の同根語にwælcyrgeがあり、文献学者のウラジーミル・オーレルは、これらからゲルマン祖語の語形*wala-kuzjōnを再建した。ただし、古英語の単語が単に古ノルド語からの借用である可能性もある。
古ノルド語の文献でヴァルキュリャを指す他の語として、『オッドルーンの嘆き』にある「願いの乙女（óskmey）」や、『名の諳誦』にある「オージンの乙女（Óðins meyjar）」「ヴィズリルの乙女」「死の乙女（valmeyjar）」などがある。「願いの乙女」はおそらく、オージンが持つ多くの異称の一つ「願いを叶えるもの（Óski）」と関連しており、オージンがヴァルホルに死者たちを受け入れるということに言及したものと考えられる。
日本語では、ヴァルキュリャを特定的に指す用語として戦乙女という語が用いられることがある。この用法が初めて登場するのは、確認できる範囲では、高橋健二によるイプセン『愛の喜劇』の1928年の翻訳においてである。同時期には、『デンマーク人の事績』の翻訳で、楯の乙女であるラゲルタの形容に戦乙女の語を用いている例もあり、この頃にヴァルキュリャを代表とする北欧の文脈における戦う女性の表象を指す語として定着したと見られる。

## 典拠

### 古エッダ
『古エッダ』では、『巫女の予言』『グリームニルの言葉』『ヴォルンドの歌』『フンディング殺しのヘルギの歌 その一』『ヒョルヴァルズの子ヘルギの歌』『フンディング殺しのヘルギの歌 その二』『シグルドリーヴァの言葉』にヴァルキュリャが登場する。

#### 巫女の予言　グリームニルの言葉

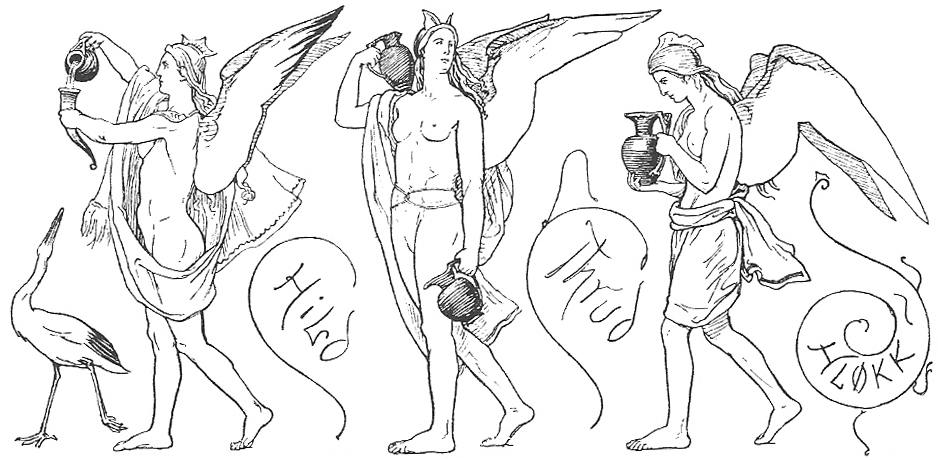
ヴァルハラでエールを運ぶヒルド、スルーズ、フロック（ローランス・フレーリク、1895年）

『巫女の予言』第30スタンザでは、ヴォルヴァ（北欧における流浪の巫女）が、「英雄たちのもと」に乗り込まんとするヴァルキュリャが遠くから来るのを「見た」とオージンに伝える。続けてヴォルヴァは、6人のヴァルキュリャの名前を述べる。スクルド（「負債」ないし「未来」）、スコグル（「揺らすもの」）、グン（「戦」）、ヒルド（「争い」）、ゴンドゥル（「杖を振るうもの」）、ゲイルスコグル（「槍のスコグル」）である。その後に、今述べたのは「ヘリアンの娘たち、地上に馬をはしらせんとする」ヴァルキュリャたちであると述べる。
『グリームニルの言葉』では、拷問されたグリームニル（オージンの異相）が、小さなアグナルに向かって、フリスト（「震えるもの」）とミスト（「雲」）というヴァルキュリャが角杯を持ってくるだろうと語り、続いて、エインヘリャルにエールを注ぐ役目の11のヴァルキュリャの名前を述べる。スケッギョルド（「斧の時代」）、スコグル、ヒルド、スルーズ（「力」）、フロック（「騒音」ないし「戦闘」）、ヘルフィヨトゥル（「軍勢の縛め」）、ゴッル（「騒音」）、ゲイラホズ（「槍の戦い」）、ランドグリーズ（「楯を壊すもの」）、ラーズグリーズ（「計画を壊すもの」）、レギンレイヴ（「神々の娘」）である。

#### ヴォルンドの歌

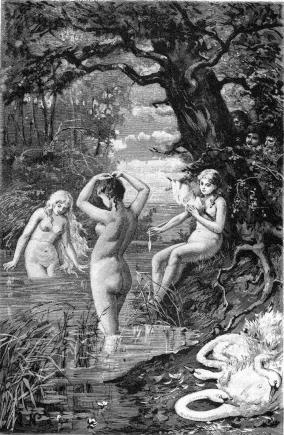
羽衣を脱いだ3人のヴァルキュリャ（イェニー・ニュストレム、1893年頃）

『ヴォルンドの歌』の導入部の散文は、スラグフィズ、エギル、ヴォルンドの兄弟がウールヴダリル（狼の谷）と呼ばれる地に建てた家に住まう話を語るものである。ある朝早く、兄弟はウールヴスヤール（狼の湖）の畔で糸を繰る3人の女に出会う。彼らはヴァルキュリャで、「かたわらには白鳥の羽衣がおいてあ」った。うち2人はフロドヴェール王の娘で、名はフラズグズ・スヴァンフヴィート（白鳥の白）とヘルヴォル・アルヴィト（おそらく「全知」の意）といった。もう一人は、ヴァランドのキャール王の娘で、名をオルルーン（おそらく「ビール（エール）のルーン」の意）といった。エギルがオルルーンを、スラグフィズがフラズグズを、ヴォルンドがヘルヴォルを連れ帰り、7つの冬の間一緒に暮らしたが、女たちはある日戦場へと飛び去って戻ってくることはなかった。エギルは雪靴を履いてオルルーンを探しに行き、スラグフィズもフラズグズを探しに出たが、ヴォルンドはウールヴダリルに留まった。

#### フンディング殺しのヘルギの歌 その一

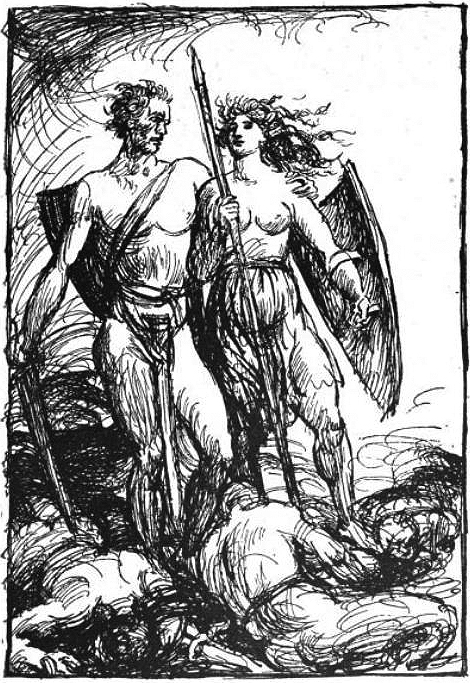
フンディング殺しのヘルギとシグルーン（ロベルト・エンゲルス、1919年）

『フンディング殺しのヘルギの歌 その一』は、フンディング殺しの英雄ヘルギが、死体の散らばるロガフィヨルの戦場のただ中に座っている場面から始まる。丘から光が輝き、その光から雷電が走った。空を駆けて兜をつけたヴァルキュリャたちが現れる。腰まである鎖帷子は血にまみれており、その槍はまばゆく輝いていた。

そのとき、ロガフィエルから光がさし、その光の中から閃光がひらめいた。……大空を兜も凛々しく……鎧は血しぶきで汚れ、槍先から光がきらめいた。

続くスタンザで、矢が降り注ぐ中、ヘルギはヴァルキュリャたち（彼は「南の女神たち」と呼んだ）に、日が落ちたら兵を引き上げたらどうかと尋ねる。戦が終わると、馬に乗ったシグルーン（「勝利のルーン」の意）というヴァルキュリャが、自分は父ホグニに言われて、フニヴルング族のグランマル王の息子ホズブロッドと婚約させられたが、彼にその価値はないと思っていると述べる。ヘルギはフレカステインに大軍勢を集めてフニヴルング族に戦を仕掛け、婚約を避けたいシグルーンを助けた。詩の後半では、英雄シンフィヨトリがグズムンドと罵り比べをする。シンフィヨトリは、グズムンドがかつて、「万物の父のところでも、災いを生む恐ろしい手に負えぬ魔女」であったことを嘲り、「お前のためにヴァルハラの戦士たちは戦い合わねばならなかったのだ」と付け加える。詩には、「ヴァルキュリャの空気のような海」という表現が霧を表すケニングとして用いられている。詩の終盤、ヴァルキュリャたちは再び天から下り、今度はフレカステインで戦うヘルギを守護する。戦が終わると、ヴァルキュリャたちはみな飛び去っていくが、シグルーンは残り、ともにいた狼たち（「女巨人の馬」）は死体を食べ尽くした。

そのとき、天から兜も白く輝く者たちが下ってきて――槍の響きはいやます――王をば守った。そのとき、シグルーンはいった。――ヴァルキューレたちが飛びかい、フギンの餌を女巨人の馬が平らげた――

果たして戦争はヘルギの勝利に終わると、シグルーンはヘルギに、彼が偉大な支配者となると告げて宣誓をした。

#### ヒョルヴァルズの子ヘルギの歌

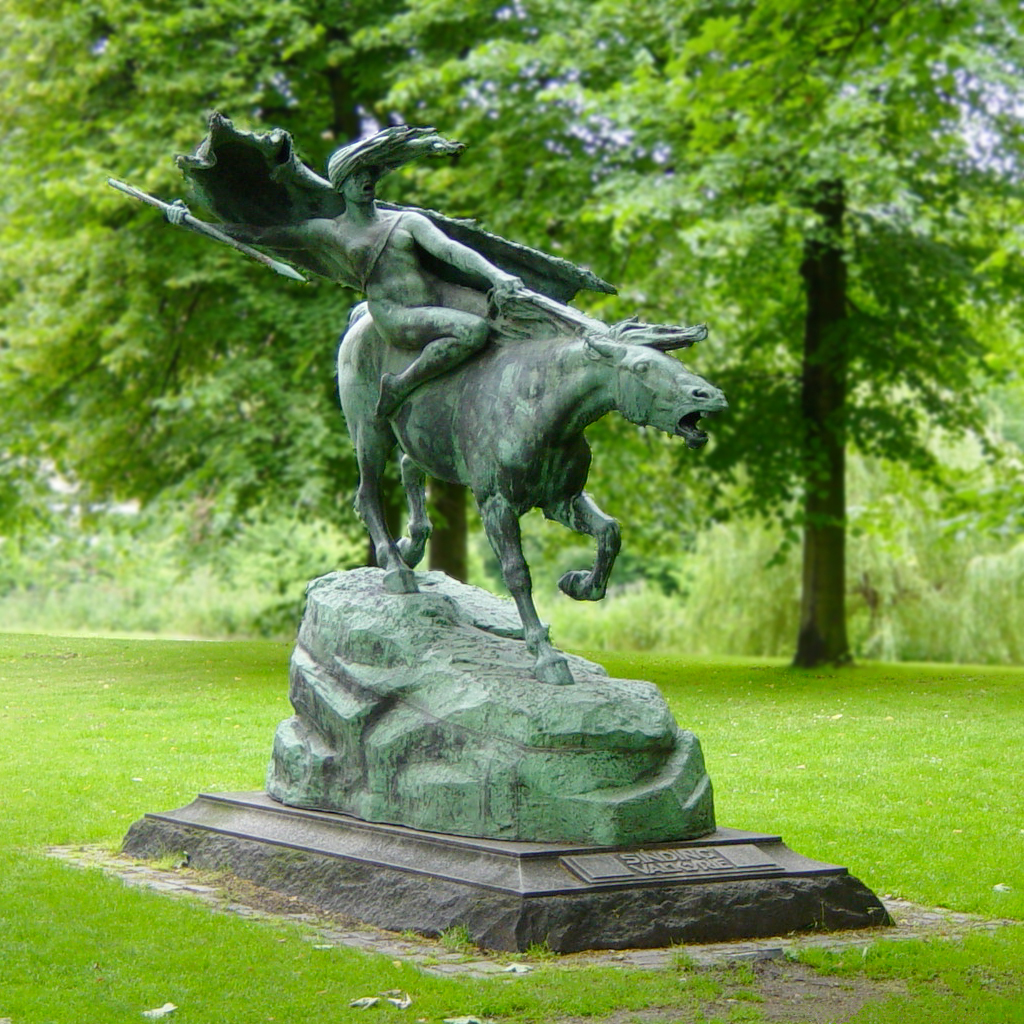
『ヴァルキリー』（コペンハーゲン、カステレット要塞チャーチル公園、ステファン・シンディング作、1908年）

『ヒョルヴァルズの子ヘルギの歌』には、次のような散文の語りがある。ノルウェー王ヒョルヴァルズとスヴァーヴニルのシグルリンの間の息子である名無しの男が、墳丘墓の上に座りながら、9人のヴァルキュリャが馬で駆けてくるのを見かける。その中の一人が特に人目を引いた。このヴァルキュリャが、後にこの男を戦場で守ることになるエイリミ王の娘スヴァーヴァである。スヴァーヴァは男に話しかけ、ヘルギ（「聖なるもの」の意）という名を授ける。それまで一言も発しなかったヘルギは口を開き、彼女を「輝く乙女」と呼んで、自分と結婚しなければ名前も贈り物も受け取ることはできないと告げる。ヴァルキュリャは、シガルスホルムに秘蔵された剣の中でも特に貴重な一振りに覚えがあると述べ、その仔細を詳らかにする。詩の部分では、アトリが女巨人フリームゲルズと罵り比べ（flyting）をする。フリームゲルズはアトリを罵る言葉の中で、ヘルギの周りで27人のヴァルキュリャを見たと言い、特に美しい一人が一団を率いていたと述べる。

二十七人の女がいたが、それに先駆けて、兜をかぶった輝く乙女がいた。馬どもはたてがみを振り、そのたてがみから、深い谷に露がおり、高い森には霰が降った。このため人間たちのところに豊年がやってくるのさ。わたしがみたものは何もかもいやなものばかりだったよ。

フリームゲルズが日光を浴びて石に変じてしまった後、散文の語りは、王となったヘルギがエイリミ王の元に向かい、娘スヴァーヴァとの結婚を求める場面に移る。ヘルギとスヴァーヴァは婚約し、お互いを心から愛した。スヴァーヴァはエイリミ王とともに暮らし、ヘルギは外に戦いに出た。ここでは、スヴァーヴァは「相変わらず」ヴァルキュリャであったと付け加えられている。詩は続き、さまざまな出来事が起こるが、その中でヘルギは戦場で受けた傷が元で死ぬ。詩は、ヘルギとスヴァーヴァは「生れ変わったといわれている」と締めくくられる。

#### フンディング殺しのヘルギの歌 その二

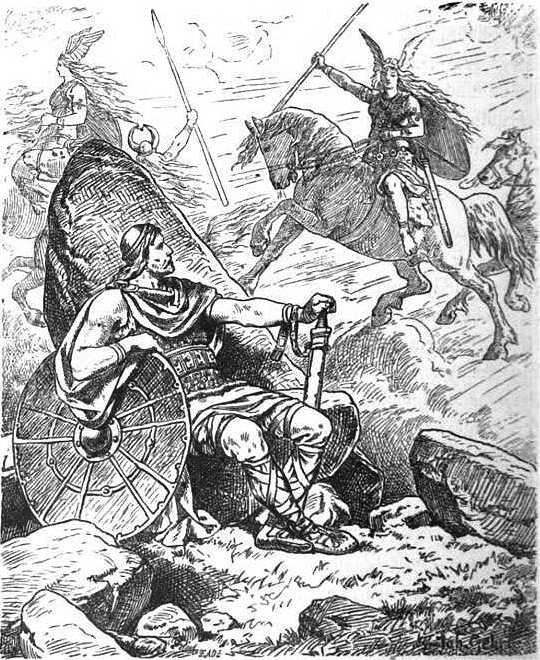
『ヘルギとシグルーン』（ヨハネス・ゲールツ、1901年）

『フンディング殺しのヘルギの歌 その二』の冒頭、散文で語られることには、シグムンド王（ヴォルスングの息子）と妻ボルグヒルドには一人息子がおり、名をヘルギといった。これはヒョルヴァルズの息子ヘルギにちなんで付けられた名前である。第4スタンザでヘルギがフンディング王を殺した後、ヘルギは逃げて、海岸で屠った牛の生肉を食べ、そしてシグルーンに出会う。ホグニ王の娘シグルーンは「ヴァルキュリャになり、空と海を駆けた」と語られ、またスヴァーヴァの生まれ変わりであるという。第7スタンザには、シグルーンが「グンの姉妹の雁に餌を与える」という表現がある。グンの姉妹とはすなわちヴァルキュリャであり、その雁というのはワタリガラスで、戦場に残された死体を食べさせるという意味である。
第18スタンザの後では、ヘルギの大船団がフレカステインに向かう途中で大嵐に遭ってしまう。1隻を稲妻が打った。9人のヴァルキュリャが空を飛ぶのが見え、その中にはシグルーンがいた。嵐は弱まり、船団は無事に接岸する。ヘルギは戦で死ぬが、シグルーンに会うためにヴァルホルから墓へと一度戻ってくる。詩の最後では、後にシグルーンは嘆きのあまり死んだと語られる。エピローグでは、「今は、老婆のたわごとだと思われている」が、「人は生れ変わるもの、と昔は信じられてい」て、「ヘルギとシグルーンは」また別のヘルギとヴァルキュリャ、つまりハッディンギャルの勇士ヘルギとハルフダンの娘カーラに「生れ変わったといわれている」と語られる。また、この2人の話は『カーラの歌』（現存しない）で語られると述べられる。

#### シグルドリーヴァの言葉

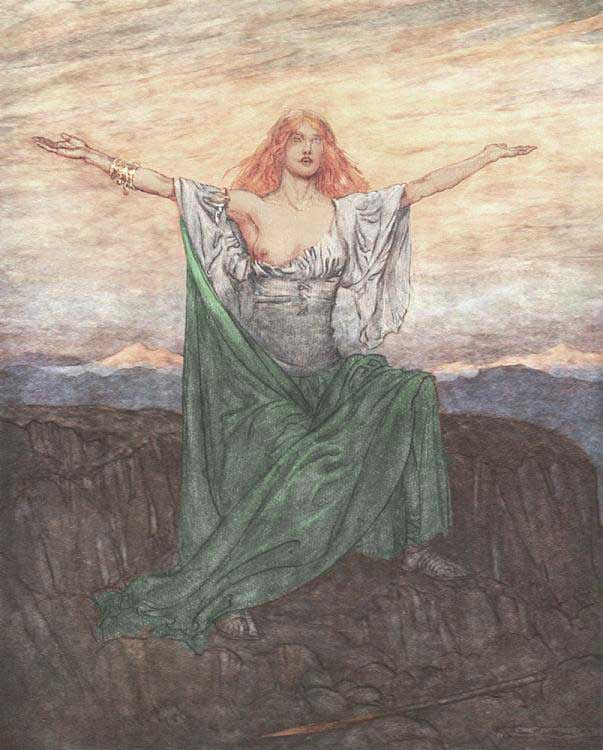
異教の祈りを唱えるシグルドリーヴァ（アーサー・ラッカム、1911年）

『シグルドリーヴァの言葉』の導入の散文では、英雄シグルズがヒンダルフィヨルの山を登り、「フランクの地」に向かって南進する場面が描かれる。山でシグルズは「天にまで輝き映え」る「火が燃えているような大なる光焔」を見る。近づいてみると、そこには垂れ幕はためく盾の壁があった。中に入ったシグルズは、一人の戦士が完全武装で眠っているのをみつける。兜を脱がすと、女であった。胴鎧は体に張り付いているのではないかと思われるほどきつく、シグルズは名剣グラムで胴鎧を首から袖の方へ切り裂いて外した。
女は目覚め、起き上がると、シグルズを見た。ここからの2スタンザは二人の会話である。2つ目のスタンザでその女が話すことには、大神オージンの魔法で覚めない眠りに落とされ、長く眠っていたという。シグルズが名前を尋ねると、女は言葉を忘れなくなる蜜酒の角杯をシグルズに与えた。女は続く2スタンザで異教の祈りを唱えた。散文部分で、この女はシグルドリーヴァという名前のヴァルキュリャであると説明される。
シグルドリーヴァはシグルズに、戦った2人の王の話をした。曰く、オージンはその片方、兜のグンナルに勝利を約束したが、シグルドリーヴァはオージンの意に背きグンナルを倒してしまった。オージンは罰として眠りの茨で彼女を刺し、「今後は戦で勝利を決してうることはな」いと言って、結婚を命じた。シグルドリーヴァは、恐れを知らぬ男としか結婚しないとオージンに返答したという。シグルズはシグルドリーヴァに全世界の知恵を教えてくれるよう頼む。すると彼女は、ルーンの書き方、魔術、予言の知識をシグルズに与えた。

### スノッリのエッダ
13世紀にスノッリ・ストゥルルソンによって書かれた『エッダ』にも、広くヴァルキュリャに関する言及がある。

#### ギュルヴィたぶらかし

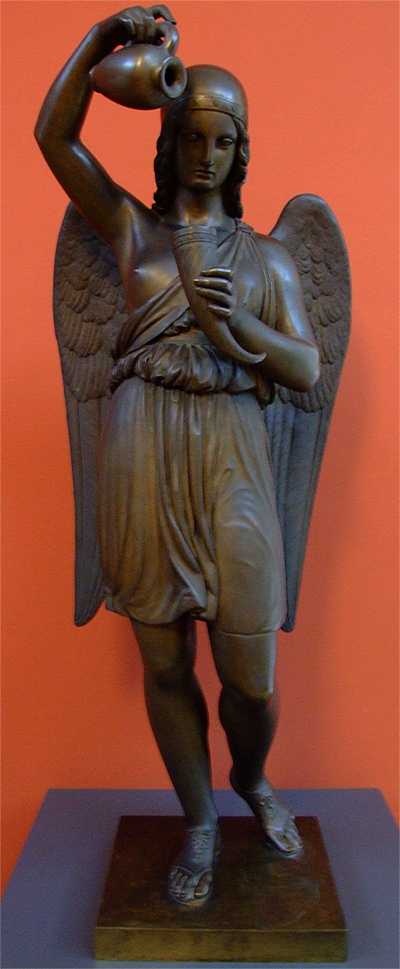
『ワルキューレ』（ヘルマン・ヴィルヘルム・ビッセン、1835年）

『スノッリのエッダ』でヴァルキュリャの語が最初に現れるのは、『ギュルヴィたぶらかし』の36章である。ハールという王冠をかぶった人物が、ギュルヴィ王が変装したガングレリに、ヴァルキュリャの仕事を教え、数柱の女神についても話した。ハール曰く、「ヴァルハラにはべって、飲物を運び、食卓や酒器を受けもつものがいる」といい、『グリームニルの言葉』のスタンザから引用した名前のリストを読み上げた上で、「これらはヴァルキューレと呼ばれている。オーディンが彼らをすべての戦場につかわし、彼らは人々の死の色を見て取り、勝敗を決めるのだ」と述べる。さらに、グン、ロータ、「最も若きノルン」スクルドの3人の名前を付け加え、「たえず馬にまたがって戦死者を選び、戦の決着をつける」とした。49章では、オージンと妻フリッグが死んだ息子バルドルの弔いに訪れたとき、ヴァルキュリャとワタリガラス（フギンとムニン）がともにあったことが語られる。

#### 詩語法
スカルド詩の技法を伝える『詩語法』全体を通して、ヴァルキュリャへの言及が見られる。2章では、10世紀の詩人ウールヴ・ウッガソンの『家の頌歌』という作品から引用がなされる。その詩では、新しく建てられた館で催されたバルドルの葬式の宴会の場面が描かれ、オージンに伴うヴァルキュリャとワタリガラスについても触れられている。

そこへはヴァルキューレたちが
賢明なる勝利の樹と鴉をば
神聖な死体がもとへと導けるならん
かかる記念が内部にはあり

同章で引用される10世紀の詠み人知らずの詩『エイリークの言葉』にはこうある。

そはいかなる夢なりしか
余は夜明けに起き
倒れし勇士を迎えんがため
ヴァルハラをととのえんとす
エインヘルヤルをおこし
立って　ベンチをおおい　皿を洗うよう
ヴァルキューレたちには王侯が来たらば
ワインを運ぶよう命じたり

31章では、女性に言及する際の詩語が示されるが、「アーシュニャ（アース神族の女神）、ヴァルキュリャ、ノルン、あるいはディースといった言葉も用いられる」とある。41章では、英雄シグルズが山の上で出会った眠る女性を目覚めさせたというエピソードが語られ、兜のヒルドと名乗った「彼女はブリュンヒルドとして知られるヴァルキュリャである」と述べられる。
48章では、「武器や盾、オージンやヴァルキュリャや将軍たちや彼らのぶつかり合いやその喧騒」、すなわち戦に関する詩語が挙げられる。その具体例として、さまざまなスカルド詩人がヴァルキュリャの名前を使った例が続けて述べられる。ソルビョルン・ホルンクローヴィは「スコグルのざわめき」に「戦場」の意味をもたせ、ベルシ・スカールドトルフソンは「グンの火」で「剣」、「フロックの雪」で「戦い」を指した。エイナル・スクーラソンは「ヒルドの帆」で「盾」を、「ゴンドゥルのぶつかり合う風」で「戦い」を表し、エイナル・スカーラグラムも「ゴンドゥルのざわめき」を用いている。49章では、武器や鎧に関する情報が示されるが、ここでは「死の乙女（valmeyjar）」の語が使われるとある。57章では、アース神族の女神が列挙される中で、「オージンの乙女」すなわちヴァルキュリャの名前を挙げる節がある。そこでは、ヒルド、ゴンドゥル、フロック、ミスト、スコグルに加えて、フルンド、エイル、フリスト、スクルドが挙げられている。この節には「運命を定める彼らはノルンと呼ばれる」との注釈がある。
写本によっては『詩語法』の中に『名の諳誦』という節があり、ここで29人のヴァルキュリャの名前が列挙される。第1スタンザでは、フリスト、ミスト、へリャ、フロック、ゲイラヴォル、ゴッル、ヒョルスリムル、グズ、ヘルフョルトラ、スクルド、ゲイロヌル、スコグル、ランドグリーズ、第2スタンザでは、ラーズグリーズ、ゴンドゥル、スヴィプル、ゲイルスコグル、ヒルド、スケッギョルド、フルンド、ゲイルドリヴル、ランドグリーズ、スルーズ、レギンレイヴ、スヴェイズ、ソグン、ヒャルムスリムル、スリマ、スカルモルドが挙げられている。

### 大鴉の言葉

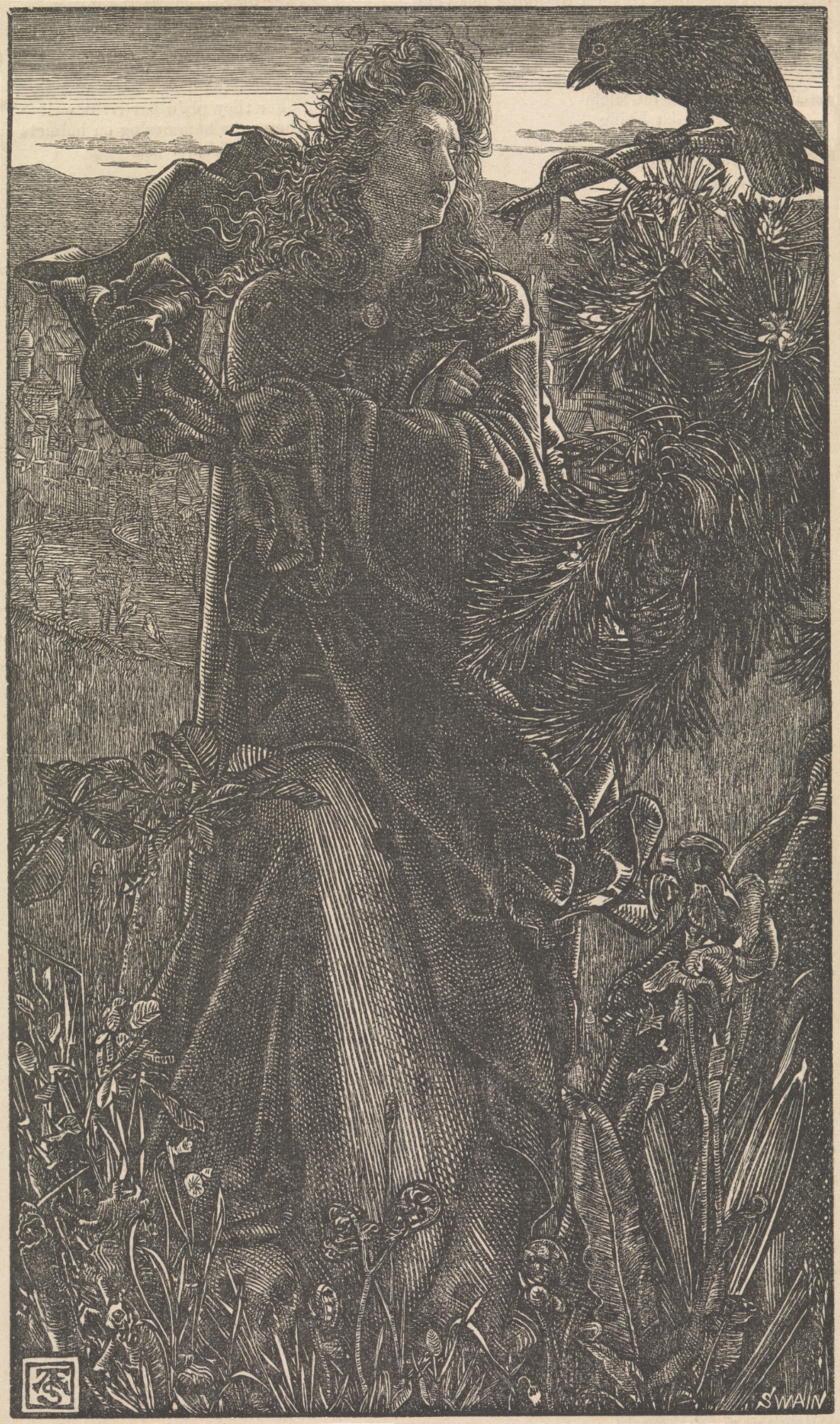
ワタリガラスと話すヴァルキュリャ（木版画、ジョーゼフ・スウェイン彫、フレデリック・サンディ絵、1862年）

一般には9世紀にソルビョルン・ホルンクローヴィによって書かれたとされる断片的なスカルド詩である『大鴉の言葉』は、一人のヴァルキュリャと一羽のワタリガラスの会話を中心に据え、主にノルウェー王ハーラル1世の生涯と事績を物語るものである。詩は、ハーラル美髪王の事績を詠む詩人のために、貴人たちに静まるよう呼びかける場面から始まる。「嘴の大きなワタリガラス」と話す、「金髪」で「腕の白い」「賢き」乙女のことをみな聞いたことがあるだろうと、語り手は述べる。そのヴァルキュリャは自らの賢さを恃むところ厚く、鳥の言葉が分かり、さらに白い喉と輝く眼を持ち、男の中で楽しみを覚えないと語られる。

Wise thought her the valkyrie; were welcome never
men to the bright-eyed one, her who the birds' speech knew well.
Greeted the light-lashed maiden, the lily-throated woman,
The hymir's-skull-cleaver as on cliff he was perching.

美しいと描写されたそのヴァルキュリャは、血に塗れ死体をついばむワタリガラスに話しかける。

"How is it, ye ravens—whence are ye come now
with beaks all gory, at break of morning?
Carrion-reek ye carry, and your claws are bloody.
Were ye near, at night-time, where ye knew of corpses?"

黒いワタリガラスは身を震わせ、卵から孵った頃から我々はハーラルに付き従っていると答える。ヴァルキュリャがハーラルの事績をあまり知らないようだったのでワタリガラスは驚き、数スタンザに渡ってハーラルの行いを語る。第15スタンザで、ハーラルに関してヴァルキュリャが質問し、ワタリガラスがそれに答える質疑応答の様式となり、詩が終わるまで続く。

### ニャールのサガ

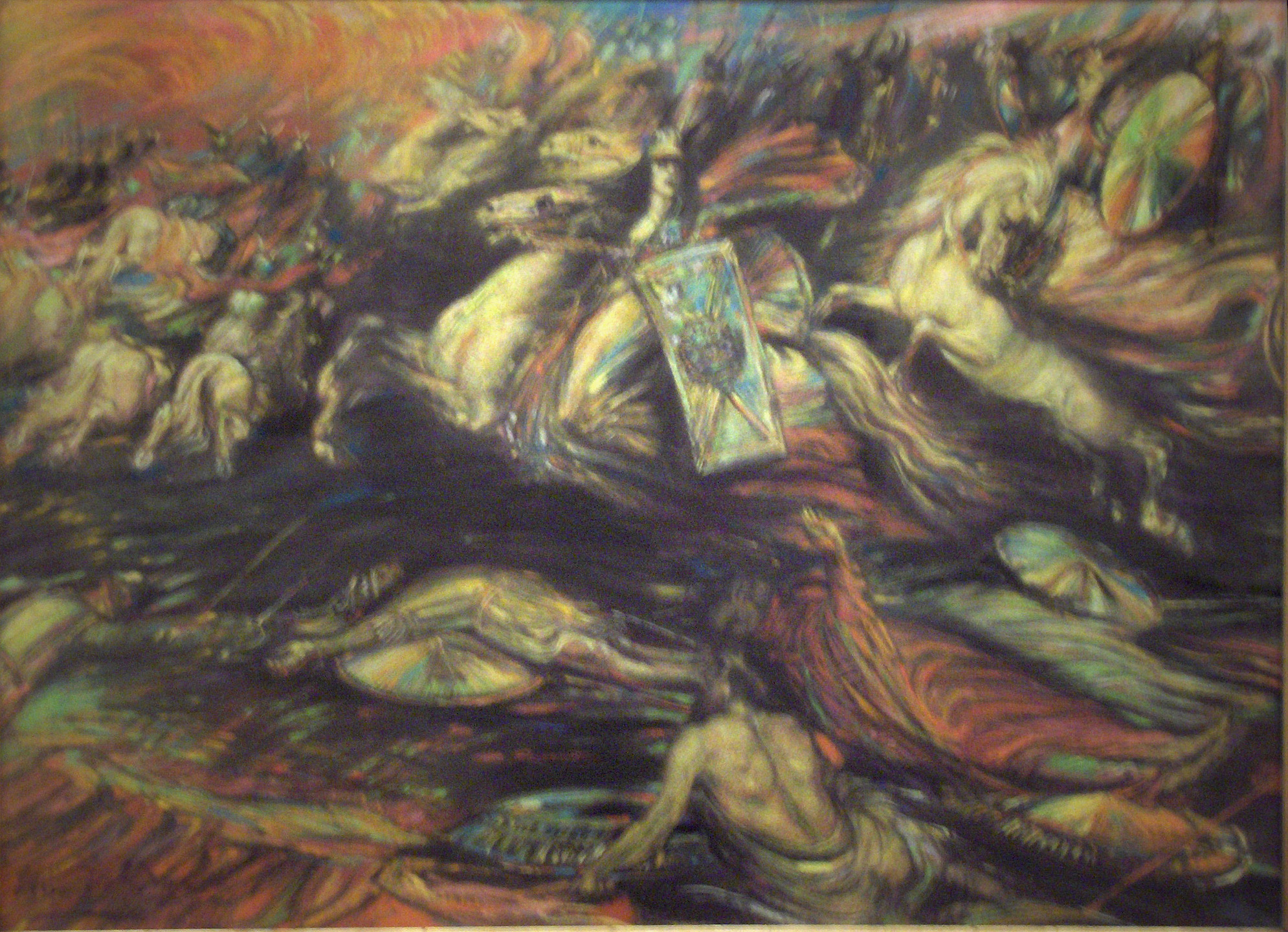
『ワルキューレの騎行』（アンリ・ド・グルー、1890年頃）

『ニャールのサガ』157章では、ドッルズという男が、聖金曜日にカタネスで、馬に乗って石室に向かう12人の人々を見た話が語られる。石室に入っていった彼らをドッルズは見失ってしまうが、石室の壁の割れ目から中を覗くと、そこには女たちがいて、織機のようなものを組み立てていた。それはなんと、男の首を重しに、はらわたを縦糸と横糸に、剣を杼にして、糸車は矢で作られていた。彼女たちは歌を歌っており、ドッルズが覚えたそれは『槍の歌』と呼ばれている。

この歌は11のスタンザからなり、その中で、ヴァルキュリャたちが布を織りながら、クロンターフの戦いで誰が死ぬのかを選んでいた。歌では、ヒルド、ヒョルスリムル、サングリーズ、スヴィプル、グズ、ゴンドゥルの名前が示される。第9スタンザにはこうある。

Now awful it is to be without,
as blood-red rack races overhead;
is the welkin gory with warriors' blood
as we valkyries war-songs chanted.

詩の終盤、ヴァルキュリャは「鞍なき馬に跨りて我らは疾く駆け出さん、しかして剣を掲げ戦うべし」と歌い、織機を粉々に壊してしまう。ドッルズが壁の割れ目から離れて帰途につくと、女たちは馬を駆って、6人は北に、もう6人は南へと去った。

### ファグルスキンナ

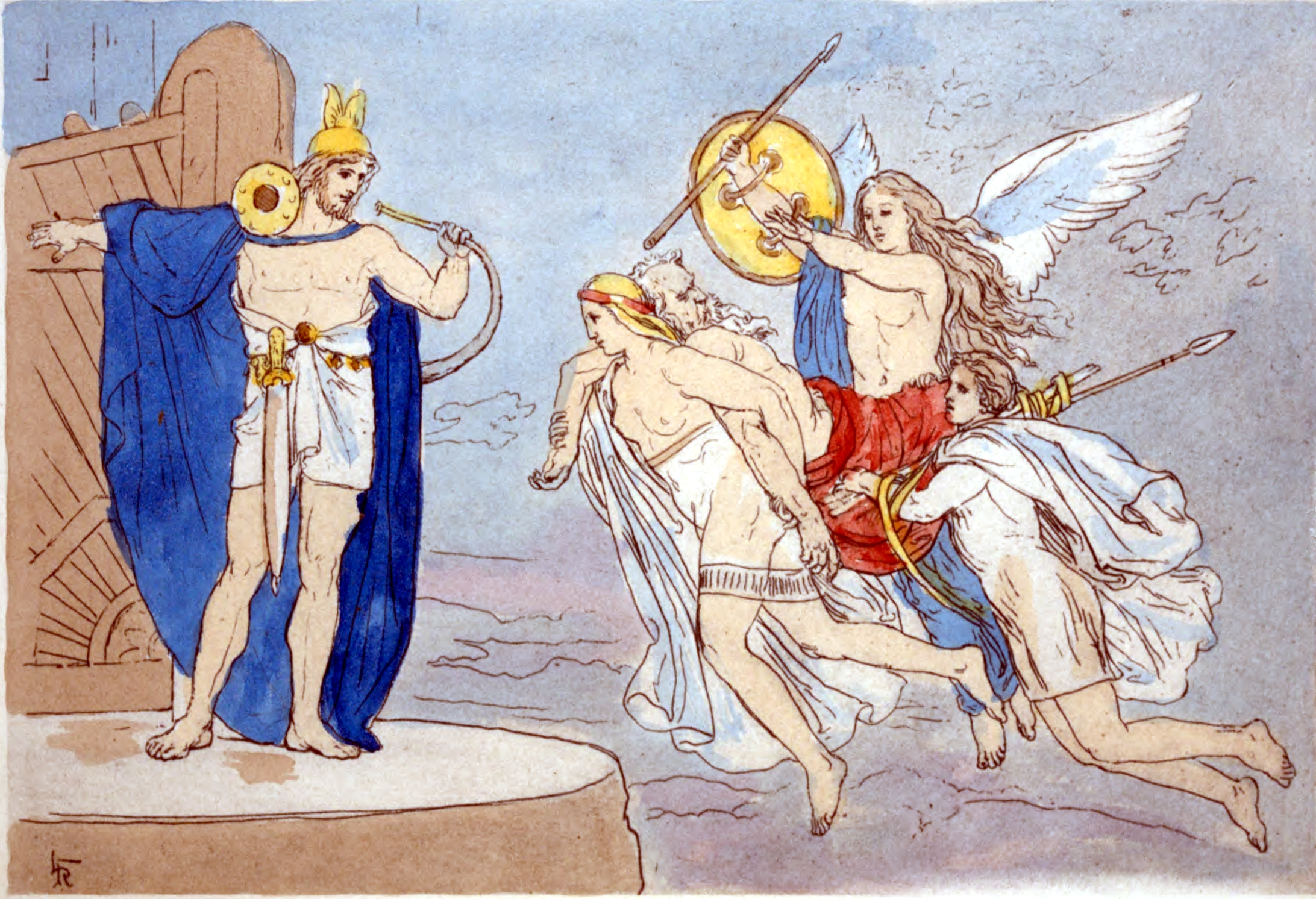
死者を運ぶ途中でヘイムダルに出会うヴァルキュリャたち（ローランス・フレーリク、1906年）

『ファグルスキンナ』の第8章では、王母グンヒルドが、夫である血斧王エイリークの死後に詩を詠ませたことが語られる。『エイリークの言葉』として知られるこの詩は10世紀以降の作で、作者は不明である。エイリークと五人の王が死後ヴァルホルにたどりつくさまを描くものである。詩は、オージンの台詞から始まる。

'What kind of a dream is it,' said Óðinn,
in which just before daybreak,
I thought I cleared Valhǫll,
for coming of slain men?
I waked the Einherjar,
bade valkyries rise up,
to strew the bench,
and scour the beakers,
wine to carry,
as for a king's coming,
here to me I expect
heroes' coming from the world,
certain great ones,
so glad is my heart.

この音が轟くのはどこからか、ヴァルホルの長椅子がきしんでいる、まるでバルドルが帰ってきたとでもいうかのように、何千人もが動いているようだ、とブラギが言うと、オージンは答えた。お前もよく知っているだろう、あれはじきにここに着く血斧王エイリークを迎える音だ、と。本当に彼であれば、英雄シグムンドやシンフィヨトリが彼に挨拶するだろうとオージンは述べる。

### ヘイムスクリングラ

寝ずの番をするヴァルキリー（エドワード・ロバート・ヒューズ、1906年）

『ヘイムスクリングラ』の最後の方に収められた『肩広のホーコン王のサガ』には、10世紀のスカルド詩人である剽窃者エイヴィンドの『ハーコンの言葉』が載っている。サガはノルウェー王ハーコン1世の戦死を語るもので、彼は、キリスト教徒でありながら「異教徒の中で」死ぬがゆえに「ふさわしいと思う場所に埋葬してくれ」と頼んだと伝える。ハーコンは自らが生まれた石の板の上で倒れるやいなや、友や仲間からその死を惜しまれた。友人はその遺骸を北ホルダランに運び、武装させたまま副葬品なく巨大な塚に埋葬したという。続いて、「異教徒の習慣に従い墳墓には言葉がかけられ、彼らは王をヴァルホルへと送り出した」という記述がある。『ハーコンの言葉』はその後に置かれている。

『ハーコンの言葉』において、オージンは二人のヴァルキュリャ、ゴンドゥルとスコグルを送り出し、ヴァルハラに住まうべき者を「諸王の血族から見繕う」よう命じる。戦いを意味する「スコグルの嵐」というケニングを用いて描写される、大勢が死ぬ大きな戦い（フィチヤールの戦い）が起こる。ハーコンとその兵は戦死するが、そのとき、槍の柄に寄りかかるゴンドゥルの姿を見る。「ハーコンよ、神々の配下はさらに栄えよう。汝が聖なる神の王の御下に住まうことを命じられるがゆえに」とゴンドゥルが告げると、ハーコンはそれを聞いた。ヴァルキュリャは「兜と盾を身に着け、青毛の馬に勇ましく跨る」姿として描かれる。続いてハーコンとスコグルの短い会話がなされる。

Hákon said:
"Why didst Geirskogul grudge us victory?
though worthy we were for the gods to grant it?"
Skogul said:
"'Tis owing to us that the issue was won
and your foemen fled."

スコグルは、「神の王が住まう緑の家に」駆け戻り、王がヴァルホルに来たる旨をオージンに伝えに上がると述べる。詩は続き、ハーコンはヴァルホルのエインヘリャルの一員となって大狼フェンリルとの戦いを待つ。

### ラグンヒルド・トレガガースの呪文
1324年にノルウェーのベルゲンで開かれた魔女裁判では、被告であるラグンヒルド・トレガガースが前夫バールドと別れるために使った呪文が記録されている。この呪文にはゴンドゥルの名前が含まれている。

I send out from me the spirits of (the valkyrie) Gondul.
May the first bite you in the back.
May the second bite you in the breast.
May the third turn hate and envy upon you.

## 考古学的記録

### ルーン石碑

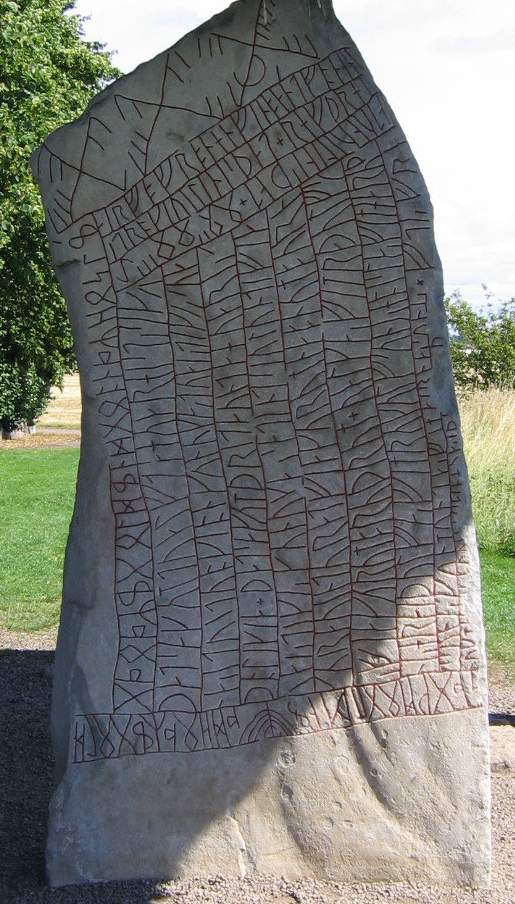
レーク石碑

ヴァルキュリャの語はルーン石碑の碑文中にも確認できる。スウェーデンのエステルイェートランド地方にある9世紀初頭のレーク石碑と、エーランド島にある10世紀のカルレヴィ石碑が代表である。後者にはスルーズの名前がある。レーク石碑では、「ヴァルキュリャの馬」というケニングが狼を指して用いられている。 

That we tell the twelfth, where the horse of the Valkyrie [literally "the horse of Gunnr"] sees food on the battlefield, where twenty kings are lying.

ノルウェーのベルゲンで見つかったブリッゲン碑文の中に、14世紀ごろのものと思われる「ヴァルキュリャの棒」と呼ばれるものがある。この棒にはルーン文字で呪文が刻まれている。呪文では、「癒やしのルーン」と「助力のルーン」を、エルフに対しては1回、トロルに対しては2回、霜の巨人に対しては3回刻む、と書かれており、その後にヴァルキュリャの語が登場する。

Against the harmful skag-valkyrie,
so that she never shall, though she never would –
evil woman! – injure (?) your life.

この文は、「汝に横暴な堕落と耐えられぬ欲望を送らん、汝に苦痛が降らんことを。汝座ることなかれ、眠ることなかれ。……そして我が事の如く我を愛せよ」と続く。ミンディ・マクラウドとバーナード・ミーズによれば、「優しげな表現から突然に打って変わって、苦痛と不運を与えよという。これはおそらく、ヴァルキュリャに対してではなく、呪文の受け手に対してのもの」であり、最後の行は「愛する人を守るように意図されたひねくれた呪文」であるとしている。
マクラウドとミーズは、この呪文の最初の行が『シグルドリーヴァの言葉』でシグルドリーヴァが授けるルーンの教えと一致していると述べている。skagの語の意味ははっきりしないが、『フンディングル殺しのヘルギの歌 その一』でシンフィヨトリがグズムンドをけなす "skass-valkyrie" という言葉との関連があると考えられる。マクラウドとミーズは、この語を「超自然的に送り出されるもの」といった意味であろうと考え、ラグンヒルド・トレガガースの呪文においてヴァルキュリャが「放たれる」と表現されていることとのつながりを指摘している。

### その他の考古学的記録
長羽織を纏ってポニーテールにまとめた髪を背に流し、角杯を持った女性を描いた、ヴァイキング時代の様式で作られた装飾品がスカンディナヴィア中から発見されている。これらの人物は一般にヴァルキュリャないしディースを描いたものと考えられている。ミンディ・マクラウドとバーナード・ミーズによれば、ヴァイキング時代にはこういった装飾品に「守りの力があると考えられていた」ため、魔除けとして墓に置かれたと想定されるという。
絵画石碑にもヴァルキュリャと思われる図像が残されている。スウェーデンのゴトランド島にあるシェングヴィーデ石碑には、8本足の馬に跨る人物に女性が挨拶している場面が描かれている。この馬はオージンの8本足の馬スレイプニル、女性はヴァルホルにはべるヴァルキュリャと思われる。11世紀のシグルズ石碑の一つには、角杯を持つ女性ともう一人の人物が描かれており、これはシグルズに角杯を手渡すシグルドリーヴァであると解釈されている。
2013年、デンマークのホービューで、アマチュアの考古学者3人が800年頃の小さな像を発掘した。この小像は、ベストに似た袖のない長い服に刺繍の入った前掛けを着た、ポニーテールの女性を象っている。腕が自由であることは、手に持つ剣と盾で戦えることを示しているようである。考古学者モーゲンス・ボー・ヘンリクセンは、「間違いなくこの像は、700年頃にスウェーデンの石碑に描かれたものと同じく、サガに登場するオージンのヴァルキュリャを象っている」と述べている。

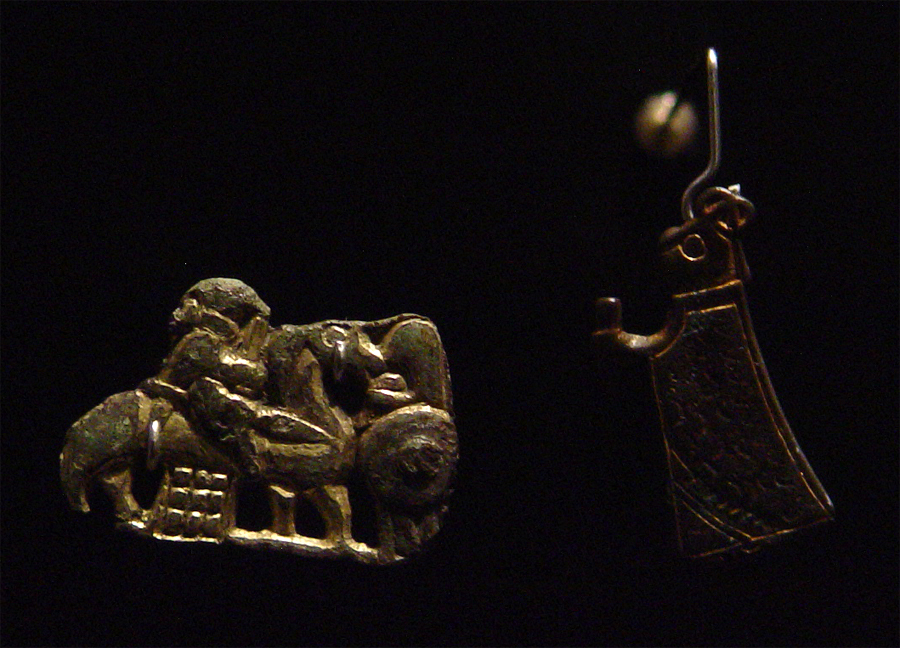
ヴァルキュリャを象ったヴァイキング時代の装飾品。典型的なヴァルキュリャの姿をした女性（右）と馬に跨り槍と剣を持つ女性（左）
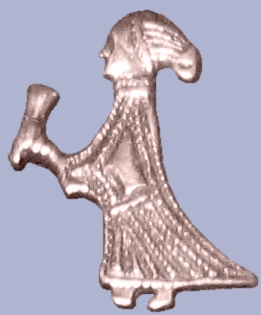
ビルカで発掘された、角杯を持つ女性の像（銀製）
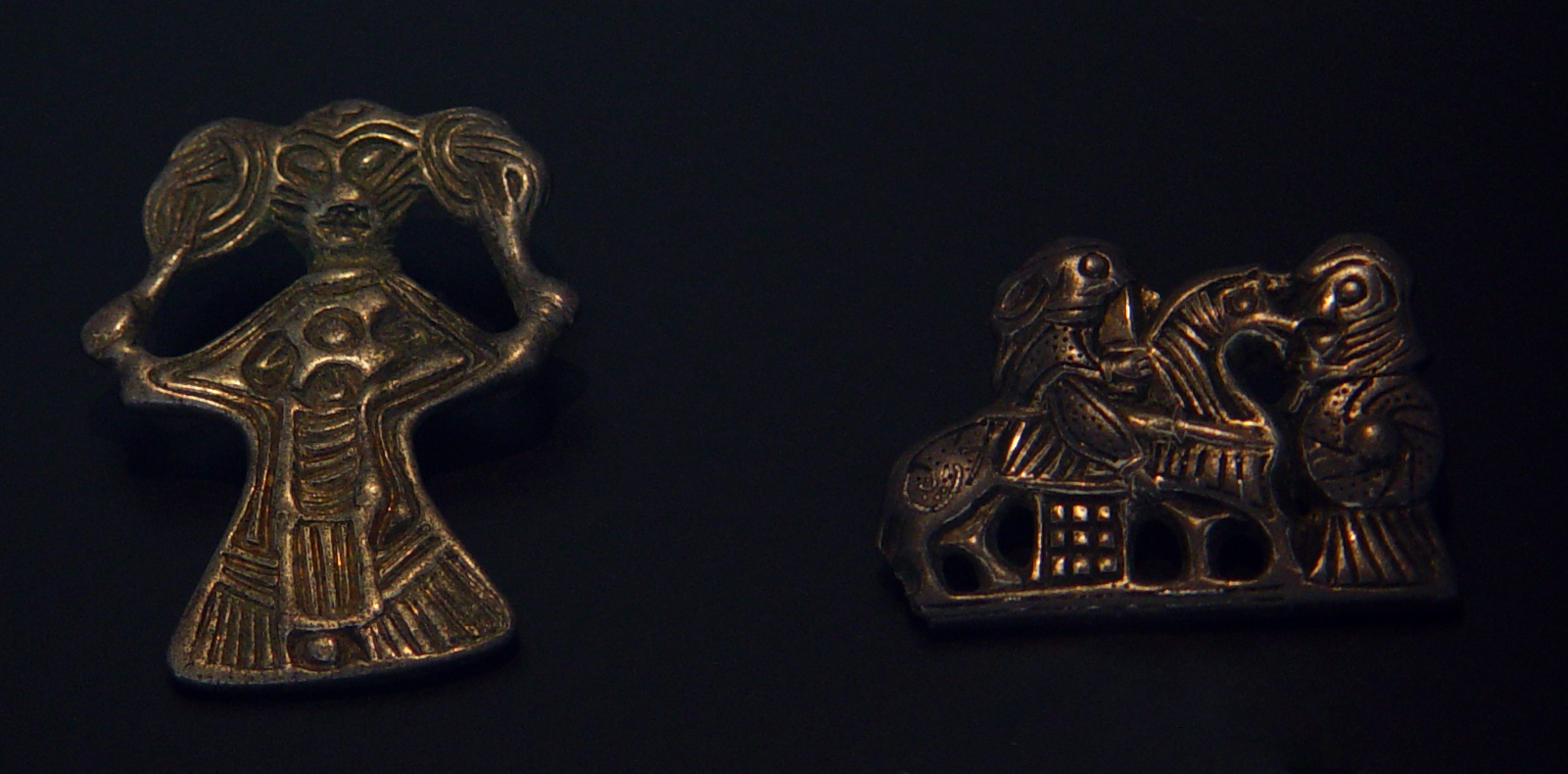
前を向いて髪を触る女性の像（左）と、羽のついた槍を佩き手に剣を持って馬に跨る女性の像（右）
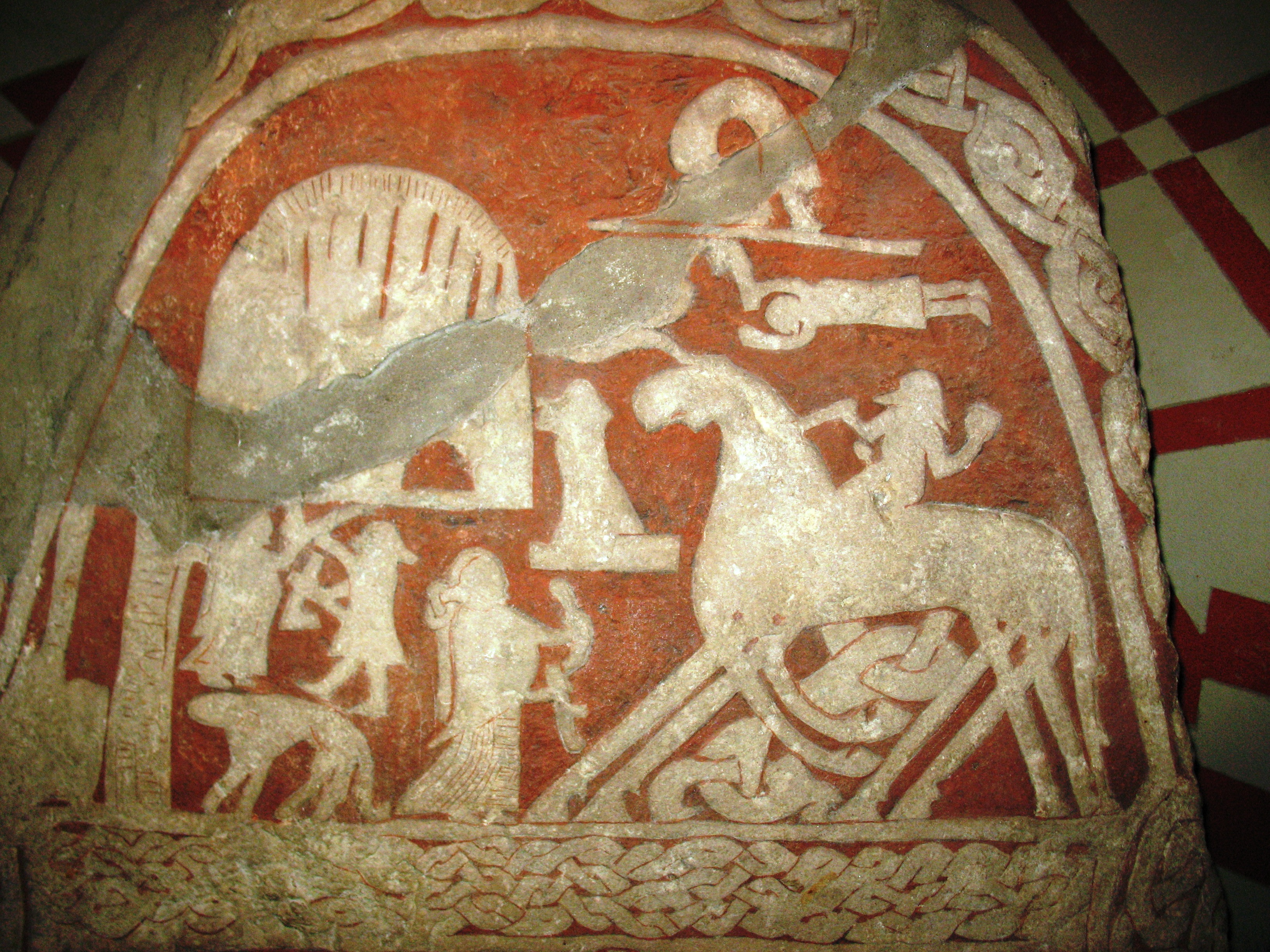
8本足の馬に跨る人物に角杯を手渡す女性の像（シェングヴィーデ石碑）
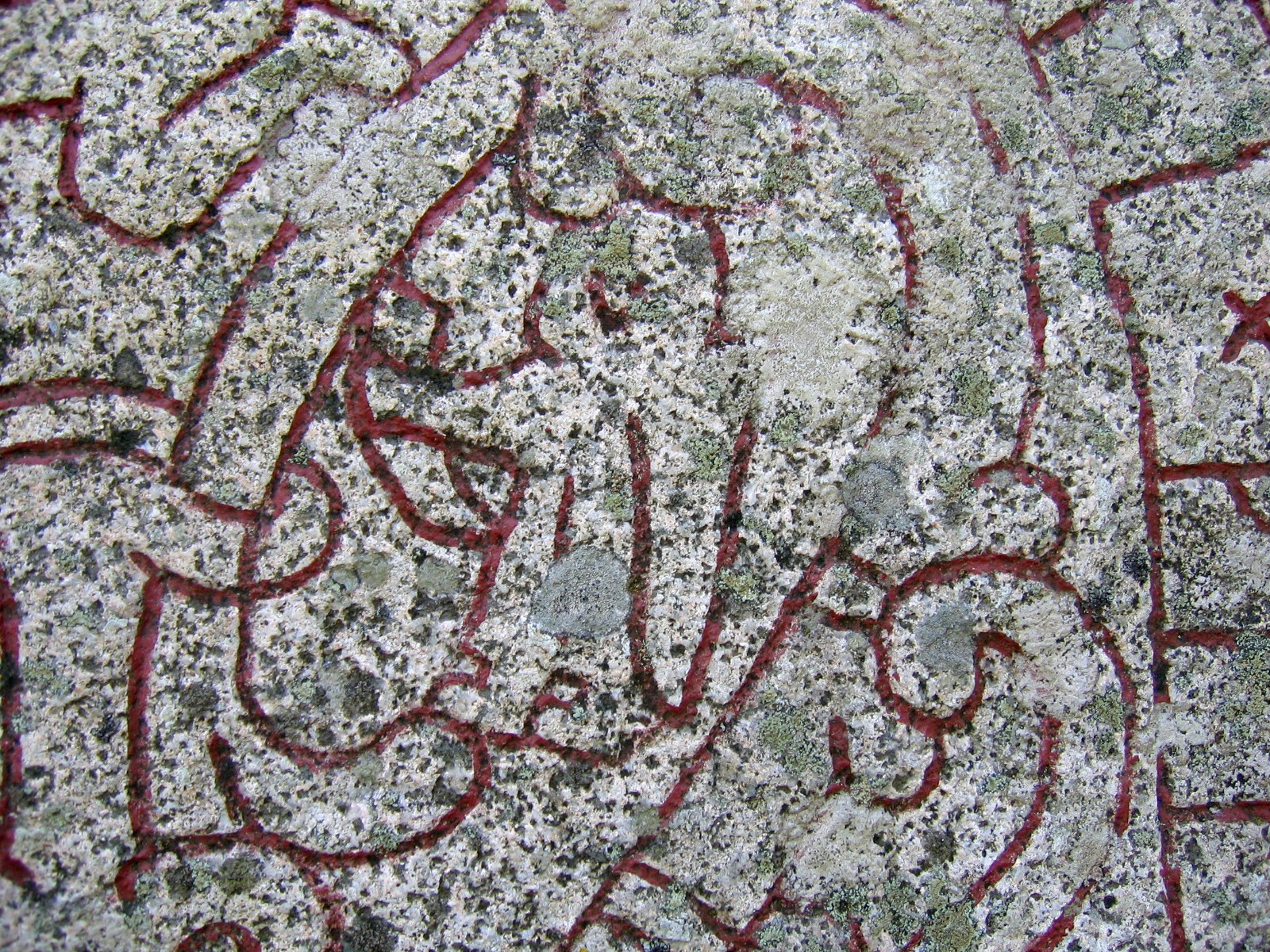
ルーン石碑に刻まれた、角杯を持つシグルドリーヴァ

## 学説

### ヴァルキュリャの起源と発展

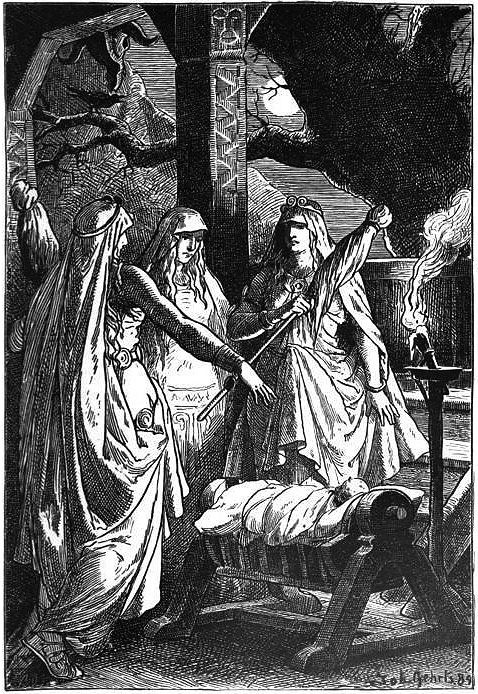
『ノルンたち』（ヨハネス・ゲールツ、1889年）

ゲルマン人の信仰から北欧神話への系譜の中で、ヴァルキュリャという概念がどのように誕生し発展してきたかについては、さまざまに論じられてきた。ルドルフ・ジメックは、ヴァルキュリャがもともとは「戦場で死んだ戦士がなる死者たちの精霊」として捉えられており、「ヴァルホルの観念が戦場から戦士の楽園へと変じる」中でヴァルキュリャの解釈も変わったのだと論じ、ヴァルキュリャとオージンの強い結びつきは、初期の「死の精霊」としての役割の段階から存在したと述べている。もともとのイメージは「ヴァルホルのエインヘリャルのように暮らしたというアイルランドの女戦士、いわゆる盾乙女によって上書きされ」たとジメックは主張している。ヴァルキュリャは「死の精霊としての性質が薄れて、より人間らしくなり、人と恋に落ちることすら可能にな」ることによって、英雄詩の中で人気のある登場人物となりえたということになる。またジメックは、ヴァルキュリャの名前の大部分が戦争に関する要素であることにも言及し、これらの名前は古いものではなく、「ほとんどが真の伝承というよりも詩想として生まれたものである」と述べている。
マクラウドとミーズは、「死体を選ぶというヴァルキュリャの役割は、後世の北欧神話の中で、人の運命を決めるという超自然的存在であるノルンと混同されるようなった」と論じている。
H・E・デイヴィッドソンは、「何世代もの詩人や語り部によって顕著に洗練されたヴァルキュリャ像が作り上げられてきたが、その中にはいくつかの観念を見て取ることができる。まず人の運命を定めるというノルンに似た部分。次に呪文によって戦場で男たちを守る予言の巫女。そして若者に加護を与え幸運をもたらす、特定の一族に憑いた強力な守護霊。最後に、黒海のあたりで実際に存在したとされる男のように鎧に身を包み戦場で戦う女たち」であると述べ、加えて、そこには「戦の後に捕虜を処刑する儀式を執り行う戦争の神の巫女」の記憶もあるだろうとしている。
デイヴィッドソンは、ヴァルキュリャが字義通りには「死者を選ぶもの」という意味であることを強調している。ウルフスタンの『イングランド人への説教』にある「罪人、魔女、悪人のブラックリスト」の中で言及される人々を比較検討して、その中の「死者を選ぶもの（wælcyrge）」があくまで「人間であり、ウルフスタンが神話上の人物をここに含めたとは考えがたい」と結論づけている。またデイヴィッドソンは、アラブの旅行家アフマド・イブン・ファドラーンが詳細に記録した、ルーシによるヴォルガ川での船葬の描写の中に、「見るもおぞましい巨躯のフンの老女」（ファドラーンは「死の天使」と呼んだ）が、娘と思われる二人の女を連れ、奴隷の少女の処刑を指揮していたというものがあることを指摘している。「おぞましい仕事のせいで正気を失っていたに違いない女性について、おかしな伝説が生まれてもさほど驚くには値しないだろう。戦争で捕虜になるものもいるという明らかな仮定はさておいても、どの囚人を殺すかはくじで決められるから、神が巫女の仲介を通して犠牲者を『選ぶ』という考えは一般的であったはずである」。デイヴィッドソンは、「早い段階」からゲルマン人は、「獰猛な女性の霊が戦の神の命令を執行し、不和を掻き立て、戦に加わり、死体を取っては貪り食う」と信じていたと述べている。

### ヴァルキュリャの名前
『古エッダ』の『グリームニルの言葉』および『スノッリのエッダ』の『詩語法』1章『名の諳誦』でヴァルキュリャの名前が列挙されているが、『フンディングル殺しのヘルギの歌 その1』『その2』に登場するシグルーンなど、これらに含まれないものもある。ヴァルキュリャの名前の多くは戦、特にオージンとの関連の深い武器である槍と関連付けられている。ヴァルキュリャの名前は特に個人を指すものではなく、むしろ戦の女神としての特性を記述するものとして、スカルド詩人たちによって創造されたものであるという主張もある。
実際、名前が役割や能力を表しているようなヴァルキュリャもいる。へリャという名前は、187年の石碑に名前のある女神ハリアサとのつながりを示すものと解釈されている。ヘルフィヨトルは、足かせを置く能力を示すものと解釈されている。スヴィプルは、彼女が運命（ウィルドやオルログとよばれるもの）に対して影響力を持つということを説明したものであろう。

### フレイヤとフォールクヴァング

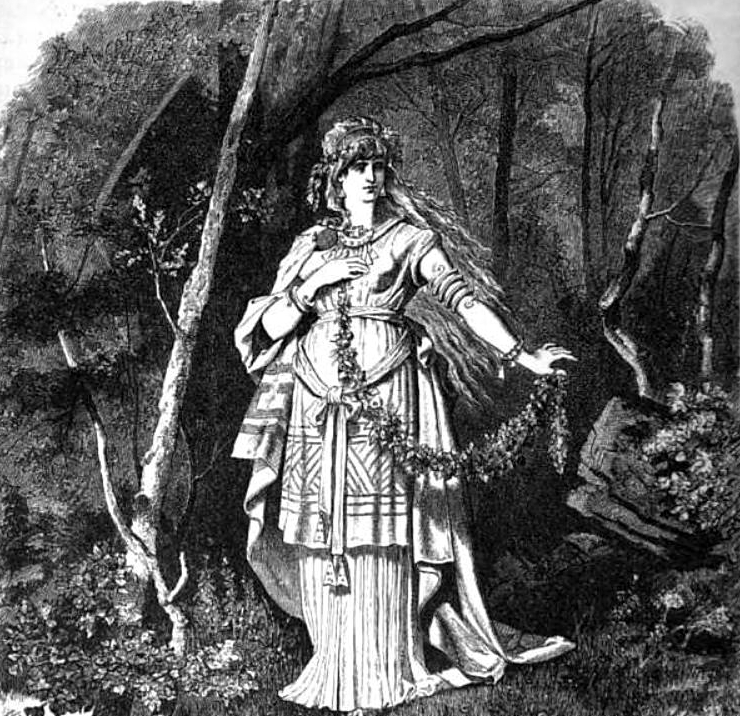
『フレイヤ』（エミール・デープラー、1882年）

女神フレイヤと彼女が治める死後の領域フォールクヴァングもまた、ヴァルキュリャと関連していると論じられてきた。ブリット=マリ・ネイストレムは、フレイヤが「戦に馳せては死者の半分を連れ帰る」という『ギュルヴィたぶらかし』の記述に注目し、フォールクヴァングを「戦士の領域」と解釈している。ネイストレムは、フレイヤはオージンと同じく戦場で死んだ英雄たちを受け入れるとし、彼女の館セスルームニル（ネイストレムの解釈では「数多くの席に満ちたもの」の意）はヴァルホルと同様の機能を果たしている可能性があるとしている。ネイストレムは、「とはいえ、古代北欧ではなぜ死んだ英雄の楽園が2つあるのかという疑問は残る。一つの可能性としては、オージン側となるかフレイヤ側となるかは戦士のイニシエーションの形態の違いを反映しているのかもしれない。このような例が示しているのは、フレイヤは戦神であり、文字通り『死者を選ぶもの』たるヴァルキュリャとしても立ち現れるということである」と述べている。
アンドレ・ドバも、「斃れた戦士の半分を選んで死の国フォールクヴァングに連れて行くという神話上の役割をもつことで、女神フレイヤがヴァルキュリャないしディースの神話的見本として立ち現れている」と指摘している。

### ディース、イディス、ノルンとの関係

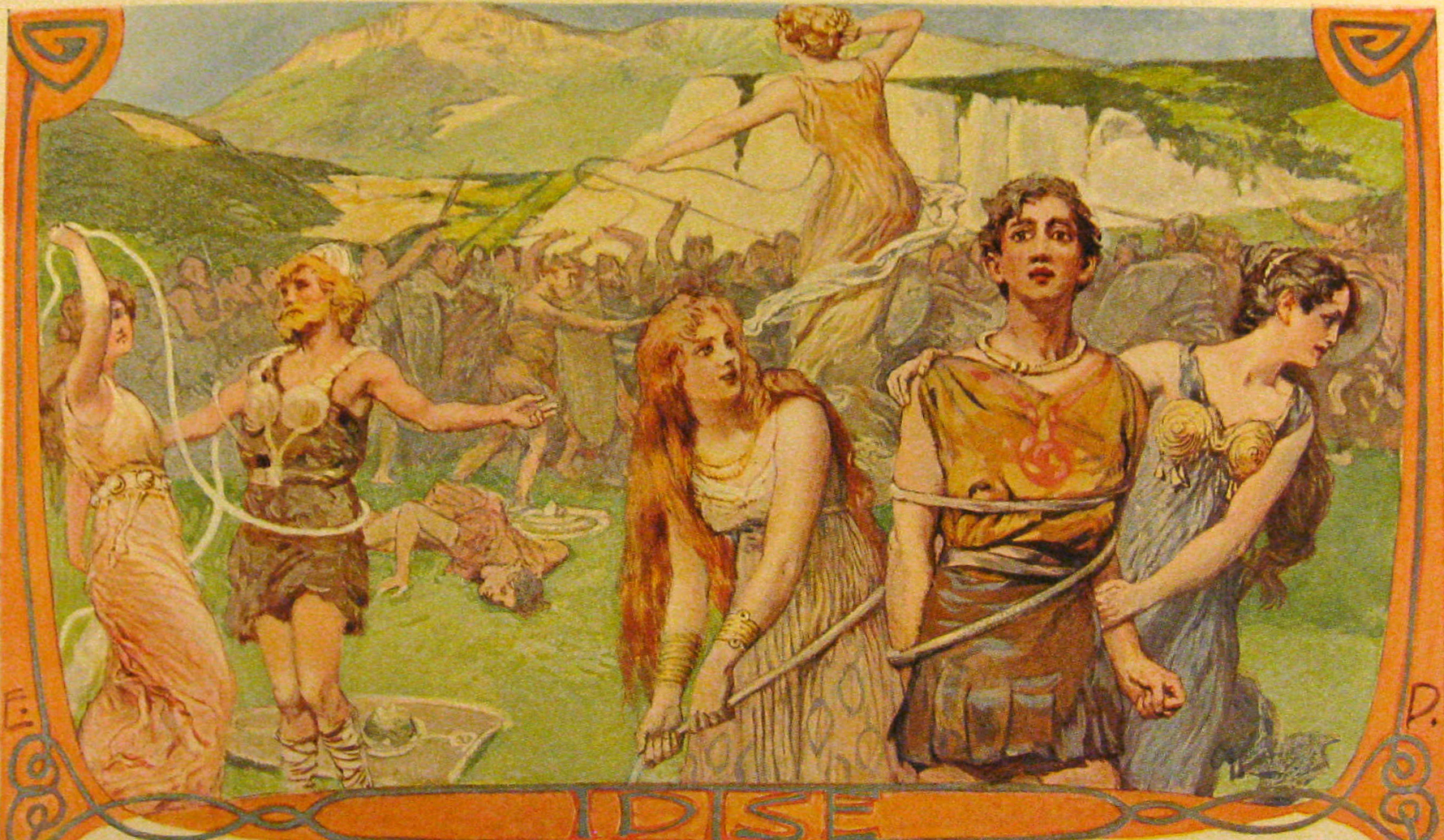
『イディス』（エミール・デープラー、1905年）

古高ドイツ語による呪文の一つメルゼブルクの呪文には、イディス（古ザクセン語: idis、古高ドイツ語: itis、古英語: ides）と呼ばれる女性的存在を喚び出して軍隊を遅滞させようとする術がある。呪文は以下の通りである。

| Eiris sazun idisi sazun hera duoder. suma hapt heptidun, suma heri lezidun, suma clubodun umbi cuoniouuidi: insprinc haptbandun, inuar uigandun. | かつて賢き女ども座せり ここかしこに。 ある者はいましめの鎖をととのえ、 ある者は敵の軍兵をおさえ、 ある者は鎖をむしりとれり。 「いましめを脱し、 敵を逃れよ！」 |

この呪文におけるイディスは、一般にヴァルキュリャを指していると考えられている。ジメックは、「ヴァルキュリャは北欧神話において敵軍を縛する力を持っており、イディスは明らかにこのたぐいのものである」と述べ、ヘルフィヨトル（「軍勢の縛め」）という名前との関連を指摘している。ヒルダ・R・デイヴィッドソンは、古英語の別の呪文（Wið færstice）との比較を行って、同様の役割を措定している。
ジメックによれば、西ゲルマン語群のIdisという語は、「既婚未婚問わず、威厳ある尊敬の対象となる女性、ラテン語でいうところのmatrona」を指し、議論の余地があるとはいえ北ゲルマン語群のディース（dís）との関係が十分に想定されうるという。また、紀元16年アルミニウスとゲルマニクスが戦ったイディシアヴィーソ（Idisiaviso、「イディスの平原」の意）という地名にも触れ、メルゼブルクの呪文におけるイディスの役割との関連を指摘している。
古ノルド語のdísは、古高ドイツ語のitisや古ザクセン語のidis、古英語のidesと同じく「女性」を表す一般名詞だが、女神の一類型を示すのにも使われたと考えられている。「エッダ資料に基づけば、ディースとはヴァルキュリャに似た死者の守護者であり、実際、『グズルーンの歌 その1』の第19スタンザではヴァルキュリャは「オージンのディース」と呼ばれてすらいる」。『アトリの歌』28スタンザでは、ディースははっきりと「死んだ女」と呼ばれている。ディースとは死んだ女性の魂であるという信仰は、アイスランドのランドディーシルの観念にも通じるものである。ジメックは、「力ある女性の役割は極めて多種多様であるから、ヴァルキュリャ、ノルンといったディースへの信仰も、多数の女神格に対する信仰が異なる形で現れたものと考えることができる」 と述べている。
ヤーコプ・グリムによれば、ノルンとヴァルキュリャが性質的に似ているとしても、この2つの概念には根本的な違いがあるという。ノルンもヴァルキュリャもディースに含まれるが、「しかし2つの役割は異なるし、普通別人である。運命を告げるノルンは、糸を繰りながら椅子に座っていたり田園を歩き回ったりするが、馬に乗ると書いてあるものはどこにもない。ヴァルキュリャは馬に乗って戦へ馳せ参じ、その趨勢を決め、死者を天へ連れ帰る。その様は英雄や神のごときである」と述べている。

### 古英語の同根語と語義

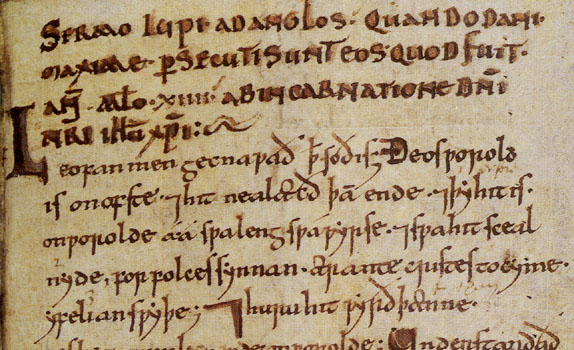
ウルフスタン『イングランド人への説教』の1ページ

wælcyrgeないしwælcyrieという単語が古英語の写本に現れることがある。これは、古ノルド語のvalkyrjaの同根語と考えられるが、古英語では基本的に外来の概念を翻訳するような場合に用いられている。例えば、アルドヘルム『処女賛美』の11世紀初頭の写本では、ウェヌス（ueneris）の語のところにwælcyrgeないしgydene（女神）という注釈が付けられている。2つの写本（クレオパトラ語彙集とコーパス語彙集）では、Wælcyrgeはギリシアのエリーニュスたちの名前の訳語として用いられている。クレオパトラ語彙集では、ローマの女神ベローナを指して用いられている箇所もある。
ウルフスタンによる『イングランド人への説教（Sermo Lupi ad Anglos）』にはwælcyrieの語があり、これは「魔女」を示す単語として使われていると考えられている。エジプト軍の上を飛ぶワタリガラスを「死者を選ぶ黒きもの（wonn wælceaseg）」と書いている箇所もある。
リチャード・ノースは、『イングランド人への説教』での表現は明らかに北欧の影響を受けており、古ノルド語からの借用ないし翻訳と考えられる一方で、クレオパトラ語彙集とコーパス語彙集の例は「スカンディナヴィアの影響とは独立したアングロ・サクソンの観念であろう」と述べている。

## 近代以降の受容

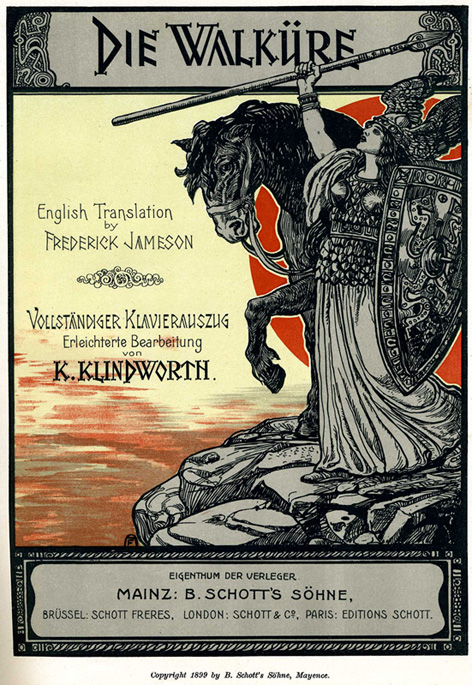
ワーグナー『ヴァルキューレ』の台本表紙（1899年）

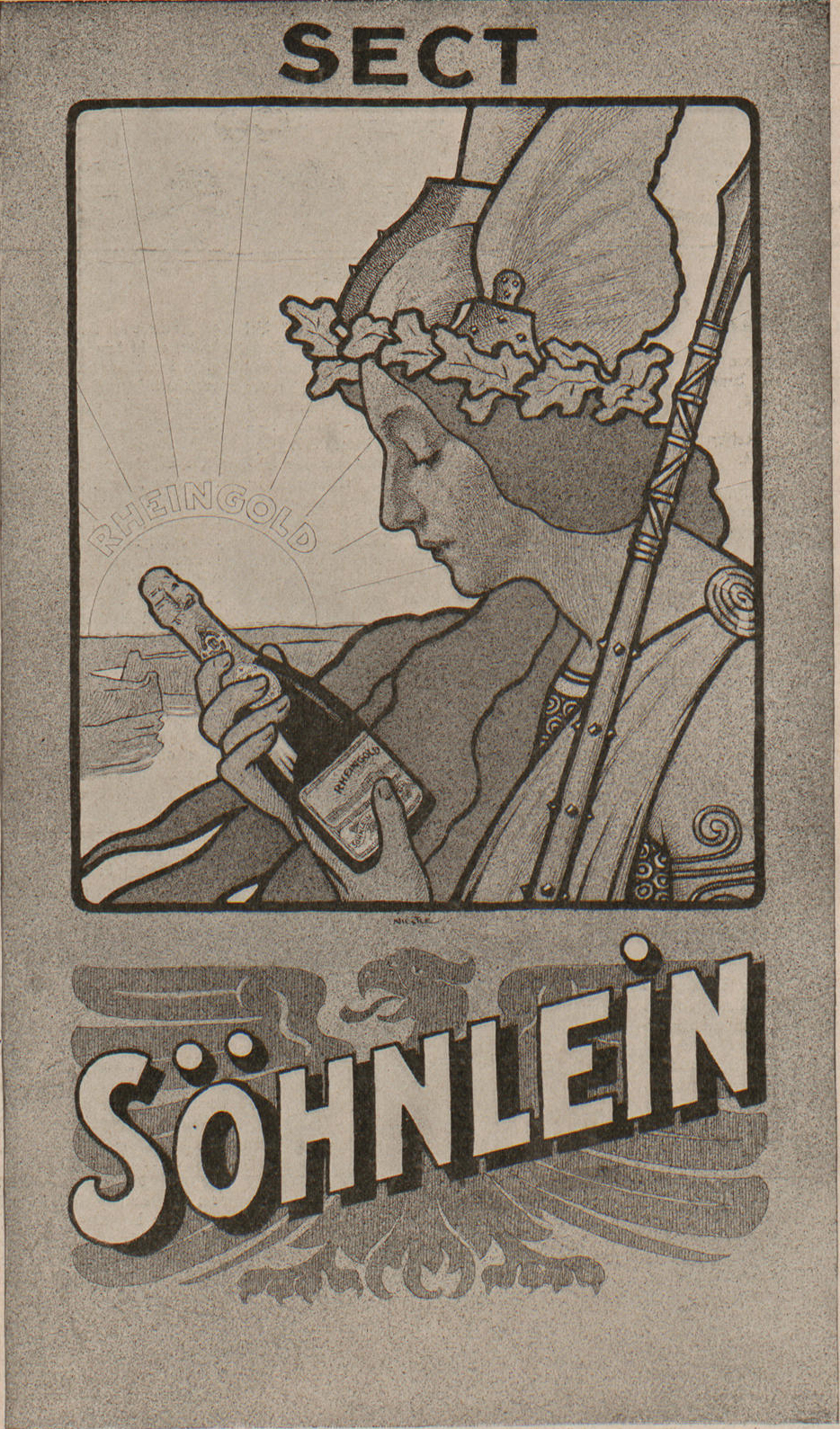
ゼーンライン社のスパークリングワイン「ラインゴルト」の瓶を検めるヴァルキュリャ（ユーゲントシュティール様式の広告、1901年）

ヴァルキュリャは、19世紀以降、詩や美術、音楽など、さまざまな芸術作品のモチーフとされてきた。特にドイツでは、ロマン主義と汎ゲルマン主義の潮流の中で、『ニーベルンゲンの歌』などを通してゲルマン文化としてのつながりを示す北欧神話への興味が高まり、多くの作品が制作された。
詩では、ハインリヒ・ハイネの「ワルキューレ」（『ロマンツェロ』所収、1847年）やH・フォン・リンゲの「ワルキューレ」（1864年）、スウェーデンの詩人カリン・ボイェの「スケルドモン」（『ゲンダランド』所収、1924年）などがよく知られている。
美術作品としては、J・G・サンドバーグやM・エヒター、A・ウェルチ、T・ピクシス、A・ベッカー、K・エーレンバーグ、H・ギュンター、H・ヘンドリッヒ、J・C・ドールマン、A・コルブ、E・ハンセンといった作家が、ヴァルキュリャを主題とした作品を制作している。
音楽作品で最も有名なのは、リヒャルト・ワーグナーの楽劇『ニーベルングの指環』の第1幕『ヴァルキューレ』であろう。『ニーベルングの指環』は、『シグルドリーヴァの歌』や『ヴォルスンガ・サガ』など北欧のシグルズとブリュンヒルドの物語をベースとして作劇され、9人のヴァルキューレがヴォータン（オージン）の娘として登場する。彼女らの名前は（ブリュンヒルデを除き）ワーグナーの創作であり、古ノルド語の資料には登場しない。ワーグナーの創造した神話世界は、原資料の描写を侵食するほどの印象を大衆に与え、後世のヴァルキュリャのイメージにも大きく影響した。
現代では、北欧神話や『ニーベルングの指環』をモチーフとしたファンタジー作品やコンピュータゲーム、トレーディングカード、TRPGなどにおいて、戦闘を担う女戦士としてヴァルキュリャが登場することがある。例えば『ヴァルキリープロファイル』では主人公がヴァルキュリャであり、来たるラグナロクに備えて斃れた戦士の魂を集める役割を担う。
現代のドイツでは、ブロンドの大女を軽蔑的にワルキューレということもある。